# زونگ ۴جی
زونگ ۴جی ({{lang-ur|زونگ) شرکت مخابرات پاکستانی است، که در سال ۲۰۰۸ تأسیس شد.